# 佐藤尚武
佐藤尚武（さとう なおたけ，1882年10月30日—1971年12月18日）是日本參議院前議長。大阪府出身。東京高等商業學校（現一橋大學）畢業。1905年，外交官及領事官試驗合格，進入外務省，戰前歷任駐波蘭、比利時、法國、義大利、蘇聯大使。戰後1947年，當選青森縣選舉區參議院議員，後歷任參議院外交委員長、參議院議長等。